# DuMont Laboratories
Allen B. DuMont Laboratories, Inc. (impreso en productos como Allen B. Du Mont Laboratories, Inc., comúnmente conocido como DuMont Laboratories, abreviado como DuMont Labs; mencionado en los documentos de la compañía como DuMont) fue un fabricante de equipos y empresa de radiodifusión. En un momento fue propietario de las estaciones de televisión WABD (ahora WNYW; FOX O&O), KCTY (extinta; afiliada de DuMont), W2XVT (experimental; extinta; afiliada de DuMont), KE2XDR (experimental; extinta; afiliada de DuMont) y WDTV (ahora KDKA- TV; CBS O&O), así como WTTG (FOX O&O), todas ex afiliadas de su extinta DuMont Television Network.

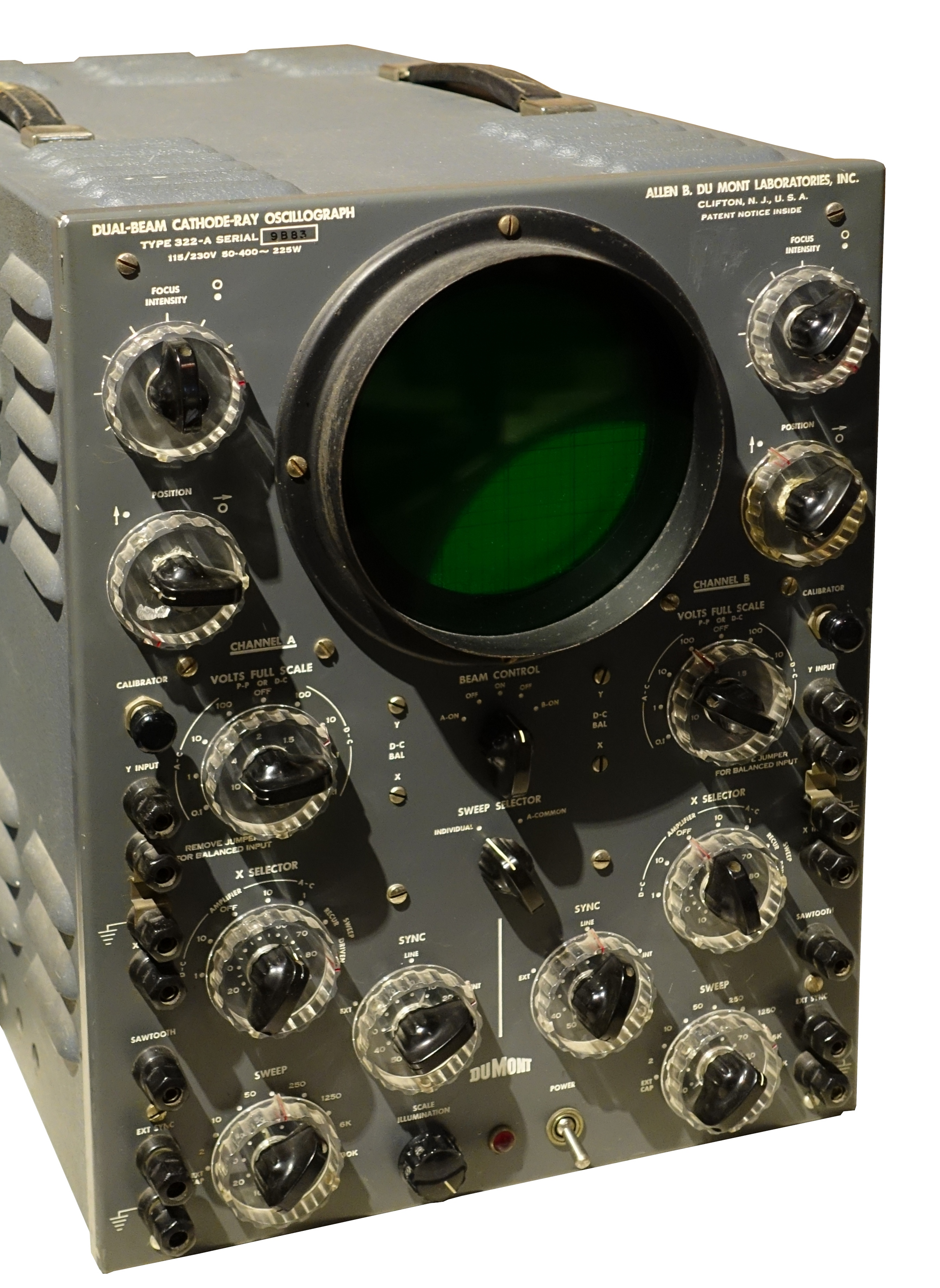
Oscilógrafo de rayos catódicos de doble haz, Laboratorios Du Mont, c. 1950

La compañía fue fundada en 1931, en Upper Montclair , por el inventor Allen B. DuMont , con sede en las cercanías de Clifton . Entre los desarrollos de la empresa se encontraban los tubos de rayos catódicos duraderos que se utilizarían para la televisión y su tubo de ojo mágico.

## Historia
En 1938, DuMont Labs comenzó a fabricar televisores en una fábrica cercana a Passaic, Nueva Jersey. Para vender televisores, comenzó DuMont Television Network en 1942, una de las primeras cadenas de televisión. Posteriormente fabricaron cámaras y transmisores para TV. Los equipos de DuMont eran conocidos por su alta calidad. La fábrica principal de CRT estaba en Clifton, Nueva Jersey. Hizo tubos de televisión en blanco y negro, así como tubos de control de fuego de instrumentación y militares a principios de la década de 1950.
En 1956, DuMont Labs cerró la red y convirtió WABD & WTTG en "DuMont Broadcasting Corporation". Finalmente, la empresa pasó a llamarse "Metropolitan Broadcasting Company" para distanciarse de la marca DuMont, que se consideró un fracaso. En 1958, John Kluge compró la participación de Paramount en Metropolitan Broadcasting y le cambió el nombre a Metromedia. El socio de DuMont, Thomas T. Goldsmith, permaneció en la junta directiva de Metromedia hasta que las estaciones fueron vendidas a Fox Television Stations Group. Casi todos los programas de televisión originales de DuMont se consideran perdidos y se presume destruidos. Solo se han recuperado aproximadamente 100 grabaciones de cualquier serie de DuMont. DuMont Labs finalmente vendió su división de fabricación de televisores a Emerson Radio en 1958. El resto de la compañía se fusionó con Fairchild Camera en 1960.  Fairchild desarrolló más tarde microchips semiconductores. Robert Noyce, fundador de Intel, originalmente trabajó para DuMont Labs como ingeniero.
Los televisores de DuMont Labs fuera de Estados Unidos fueron ensamblados bajo licencia en Montreal , Quebec, Canadá por Canadian Aviation Electronics , actualmente un fabricante de simuladores de vuelo y equipos de entrenamiento de pilotos.

### Propiedad del nombre
El 18 de abril de 2012, se presentó un registro de marca federal de EE. UU. para "Allen B. DuMont Laboratories, Inc." por Alan Levin de Cabin John, Maryland. La descripción proporcionada a la Oficina de Patentes y Marcas Registradas de los Estados Unidos es "Antenas para radio, para televisión; Cables eléctricos y ópticos; Instrumentos y componentes de comunicaciones electrónicas y ópticas".
Sin embargo, para el 5 de junio de 2020, el registro de la marca "Allen B. DuMont Laboratories, Inc." por el Sr. Levin había caducado, y el estado había cambiado a "USO CONTINUO NO PRESENTADO DENTRO DEL PERÍODO DE GRACIA, NO REVIVIBLE", lo que resultó en que la marca ya no estuviera activa, una búsqueda en la Oficina de Patentes y Marcas de los Estados Unidos sitio web de "Allen B. DuMont Laboratories, Inc." marca comercial que confirma el estado de la marca comercial como "MUERTO".